# Святкова Мала
Святкова Мала або Святківка (пол. Świątkowa Mała) — лемківське село в Польщі, у гміні Кремпна Ясельського повіту Підкарпатського воєводства.
Населення — 111 осіб (2011).

## Розташування
Село розташоване на правому березі річки Віслока. До повітового містечка Ясла — 34 км, до Змигорода — 15 км. Село знаходиться на висоті 430 м над рівнем моря.

## Історія села
Історія села тісно пов'язана з подіями сусідніх сіл Святкова Велика та Свіржова Руська, які належали до однієї греко-католицької парафії. Через відсутність історичних джерел не має змоги встановити точної дати закладення села. З народних переказів, записаних у парафіяльній хроніці Святкової Великої, довідуємося, що перші мешканці цих сіл — русини, яких угорці витіснили із Закарпаття.
Святкова Мала раніше, аніж інші сусідні села згадується в історичних документах. Село існувало вже у 1510 році і було власністю Стадницьких. У 1581 р. село налічувало 7 селянських господарств і господарство солтиса та мало власну церкву. У 1633 році село належало коронному хорунжому Кохановському, який тоді ж надав духовенству греко-католицького обряду певні права та привілеї. Це означало, що Святкова Мала з околицею уже через 37 років після укладення Унії визнала її рішення.
Права та привілеї греко-католицького духовенства підтвердив новий власник села Андрій Любомирський листом від 26 травня 1746 року. У листі вказується, що селяни мали обов'язок скласти своїм священикам данину, згідно з церковним правом.
У 1762 році селяни вибудували дерев'яну лемківську церкву св. Архангела Михаїла. По візитації 1775 року записано: "Ревізія малосвятківської церкви св. Михаїла Архангела, дерев'яна, нова. Ряд предметів для богослужінь срібні з позолотою. Чаші дві срібні, позолочені. Три цинкові хрести, дві пари ліхтарів мосяжних, у вівтарі велика ікона Ісуса Христа. Прекрасний іконостас… творцем якого був Фома варфоломей… Мальована на дошці ікона Арх. Михайла з записом на звороті імені маляра: «Смиренний Яків іконописець Ліський, року 1673 місяця липня».
Найбільше прославилась місцева церква іконою Страшного Суду високомистецької вартості, яка буна намальована 1674 року. Уціліли фрагменти іконостасів XVII і XVIII ст., фрагменти вівтаря з розп'яттям, що його намалював Василь Федак у 1843 році. До 1859 року церква належала до парафії Розстайне Дуклянського деканату, надалі — до парафії Святкова Велика Біцького деканату. Сьогодні церква перепрофільована на костьол римо-католицької парафії у сусідньому селі Дошниця.
Згідно з Йосифинською метрикою станом на 1785 рік у Святковій Малій налічувалось 28 садиб. Тоді ж селяни посідали 353 морги орної землі, 436 моргів луків і пасовиськ, 202 морги лісу. За період сівозміни (три роки) збирали 181 центнер жита, 433 центнери ячменю, 1 647 центнерів вівса.
У 1891 році у селі було 43 будинки, 247 лемків греко-католиків і 4 євреї.
Під час Першої світової війни до австрійської армії було мобілізовано 27 чоловіків, 4 з яких загинуло. Серед ув'язнених у Талергофі москвофілів був і секретар громадського уряду с. Святкова Мала Іван Констанкевич.
У липні 1927 року майже всі мешканці села (крім 11) перейшли з греко-католицької церкви до Польської православної церкви. До цього 16 листопада 1926 року в Тиляві відбулося масове віче за перехід на російське православ'я. Агітатори переконували, що «лемки і росіяни — єдиний народ» і що лише з Росії може прийти визволення, а цьому сприятиме православна церква. Підсилювали цей рух діячі москвофільської орієнтації за океаном. Приводом для розриву з греко-католицькою церквою у Святковій Малій були непорозуміння селян з греко-католицьким парохом (греко-католицький священик Петро Каламунецький), хоча саме разом з ним селяни перейшли до Польської православної церкви.
Перед ДСВ у селі нараховувалось 62 господарства, працював паровий тартак, працювало два ковалі (лемко і циган), швець, два кравці, діяла однокласна школа. Кількість лемків-мешканців села становила 292 особи.
На 01.01.1939 року в селі мешкало 320 осіб (усі 320 — українці).
У 1945 році 251 лемка було виселено на схід України, з них у Сталінську область — 190 осіб, у Ворошиловградську — 8, у Харківську — 53. У селі залишилось 7 родин. 27 травня 1947 року 52 особи під час операції «Вісла» депортовано на понімецькі землі Польщі, залишилось 9 осіб, записаних на польську національність та 2 особи, записані українцями — як члени змішаних родин. У 1956 році деякі родини повернулися у рідне село. Прибула також циганська родина.
У 1975-1998 роках село належало до Кросненського воєводства.

## Перелік господарств
- Станом на 1785 рік нараховувалось 28 господарств (згідно з Йосифинською метрикою):

1)Тобяк Іван, 2) Мисько Василь, 3) Грещак Кондрат, 4) Ситницький Панько, 5) Пухир Юрко, 6) Стефанка Гриц, 7) Кяч Андрій, 8) Френчко Антін, 9) Вархол Андрій, 10) Присташ Лука, 11) Ситницький Петро, 12) Бровар Аренда, 13) Сипляк Іван, 14) Френчко Петро та Френчко Іван, 15) Френчко Лешко, 16) Париляк Яцко, 17) Паслей Яцко, 18) Френчко Антін, 19) Дмитрик Тимко, 20) Валько Данко, 21) Баволяк Павло і Мориска Марія, 22) Френчко Гриць і Глиницька Марія, 23) Суда Яцко, 24) о. Фринцкевич Теодор, 25) Копча Тимко, 26) Каляс Антін, 27) Кутрива Гриць, 28) Копча Гаврило.

## Демографія
Демографічна структура станом на 31 березня 2011 року:
|          | Загалом | Допрацездатний вік | Працездатний вік | Постпрацездатний вік |
| -------- | ------- | ------------------ | ---------------- | -------------------- |
| Чоловіки | 58      | 10                 | 45               | 3                    |
| Жінки    | 53      | 12                 | 30               | 11                   |
| Разом    | 111     | 22                 | 75               | 14                   |